# Ipotesi sull'origine degli Etruschi

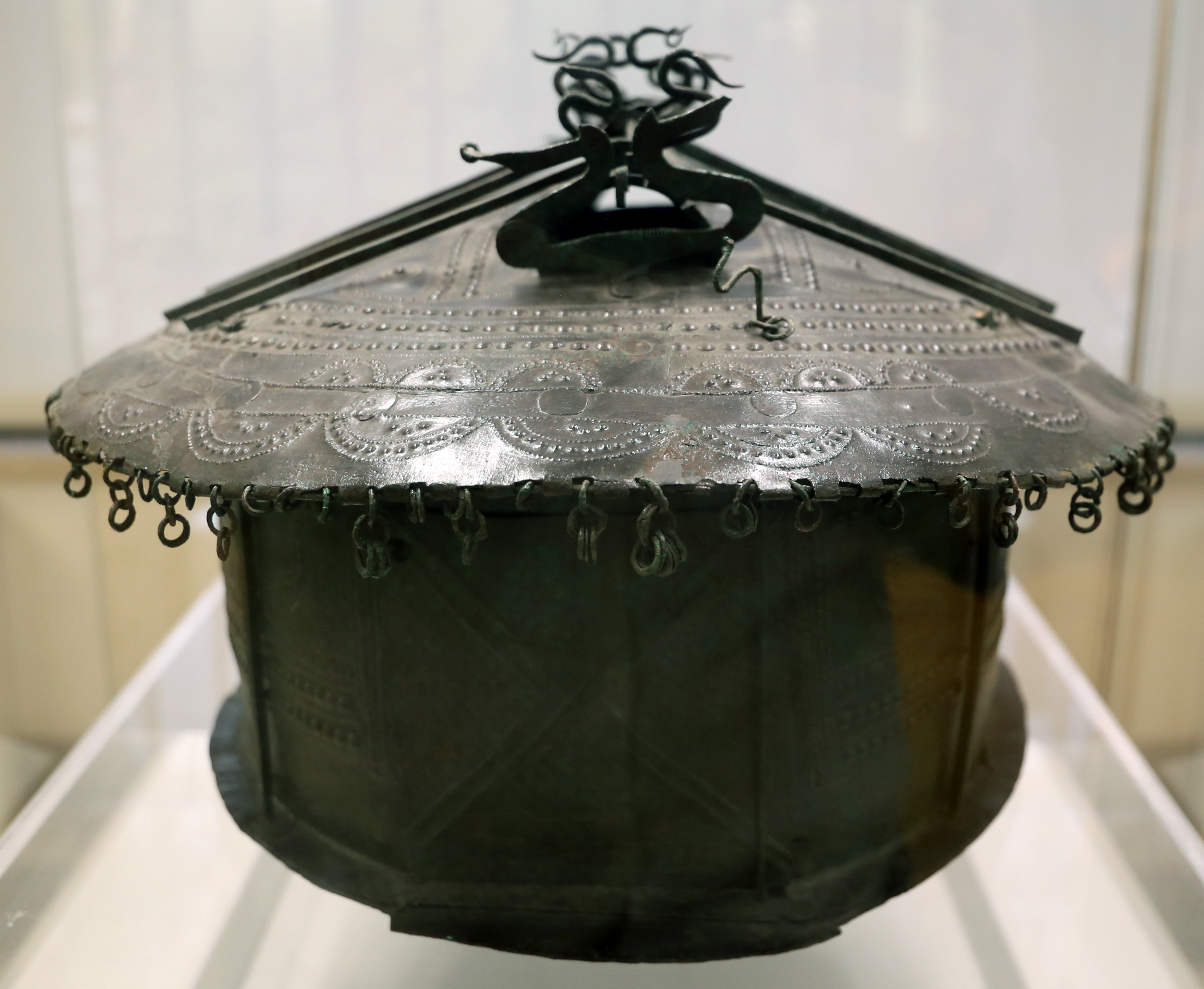
Urna a capanna in bronzo, dalla necropoli etrusca dell'Osteria, 800-750 a.C. circa, Vulci, oggi al Museo nazionale etrusco di Villa Giulia, Roma

Sull'origine e provenienza degli Etruschi è fiorita nei secoli una vasta letteratura, non solo in ambito storico e archeologico. Le teorie esposte dalle fonti storiche a partire dal V secolo a.C., ovvero cinquecento anni dopo le prime manifestazioni in Italia della civiltà etrusca, appaiono infatti piuttosto discordanti; tale circostanza dimostra che sull'argomento non vi era tra i Greci un'identità di visioni. Considerate le strette relazioni commerciali e culturali tra Greci ed Etruschi è verosimile ritenere che gli stessi Etruschi non possedessero una propria tradizione su un'eventuale provenienza da altre aree del Mediterraneo o d'Europa; se tale tradizione fosse esistita, gli storici greci e latini l'avrebbero certamente riferita.
Le tesi sull'origine degli Etruschi elaborate nell'antichità possono essere suddivise in due filoni: l'origine orientale e l'origine autoctona. Un terzo filone, riguardante un'origine settentrionale del popolo etrusco, si basa su alcune considerazioni dello storico romano Tito Livio a proposito della popolazione alpina dei Reti ma fu elaborato dagli storici solamente durante il XVIII ed il XIX secolo. Le tesi antiche hanno dato vita a un lungo dibattito, gli studiosi moderni hanno messo in dubbio che le tesi antiche contenessero sempre fatti realmente accaduti, e hanno concluso che fossero delle narrazioni, in molti casi, basate su invenzioni totalmente artificiose. Tutte le evidenze fino a oggi raccolte dall'archeologia preistorica e protostorica, dall'antropologia, dall'etruscologia, e dalla genetica, sono in favore dell'origine autoctona degli Etruschi. La fase più antica della civiltà etrusca è la cultura villanoviana, attestata a partire dal IX secolo a.C., che deriva, a sua volta, dalla cultura protovillanoviana (XII - X secolo a.C.).
Due studi di archeogenetica del 2019 e del 2021, ai quali hanno partecipato le università di Stanford, di Harvard, di Firenze e il Max Planck, hanno analizzato e pubblicato per la prima volta il DNA autosomico di campioni etruschi provenienti dalla Toscana e dell'Alto Lazio e hanno confermato che gli Etruschi fossero autoctoni, concludendo che fossero simili geneticamente ai Latini del Latium vetus della prima età del Ferro.

## Critiche all'attendibilità delle tesi sull'origine degli Etruschi nella storiografia antica

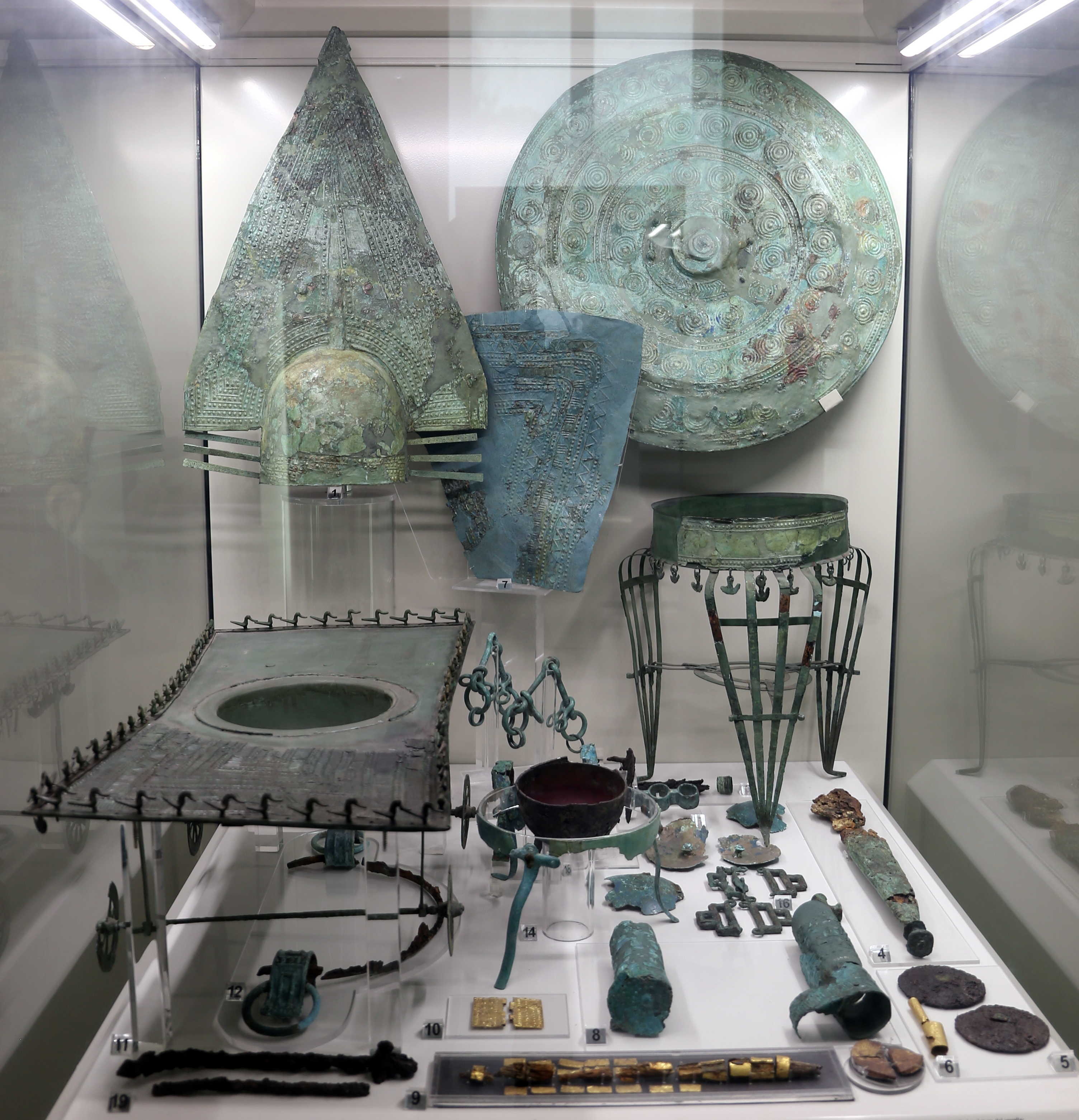
Corredo della tomba maschile 871 della necropoli di Casal del Fosso, Veio, 730-720 a.C. circa, fine del periodo villanoviano

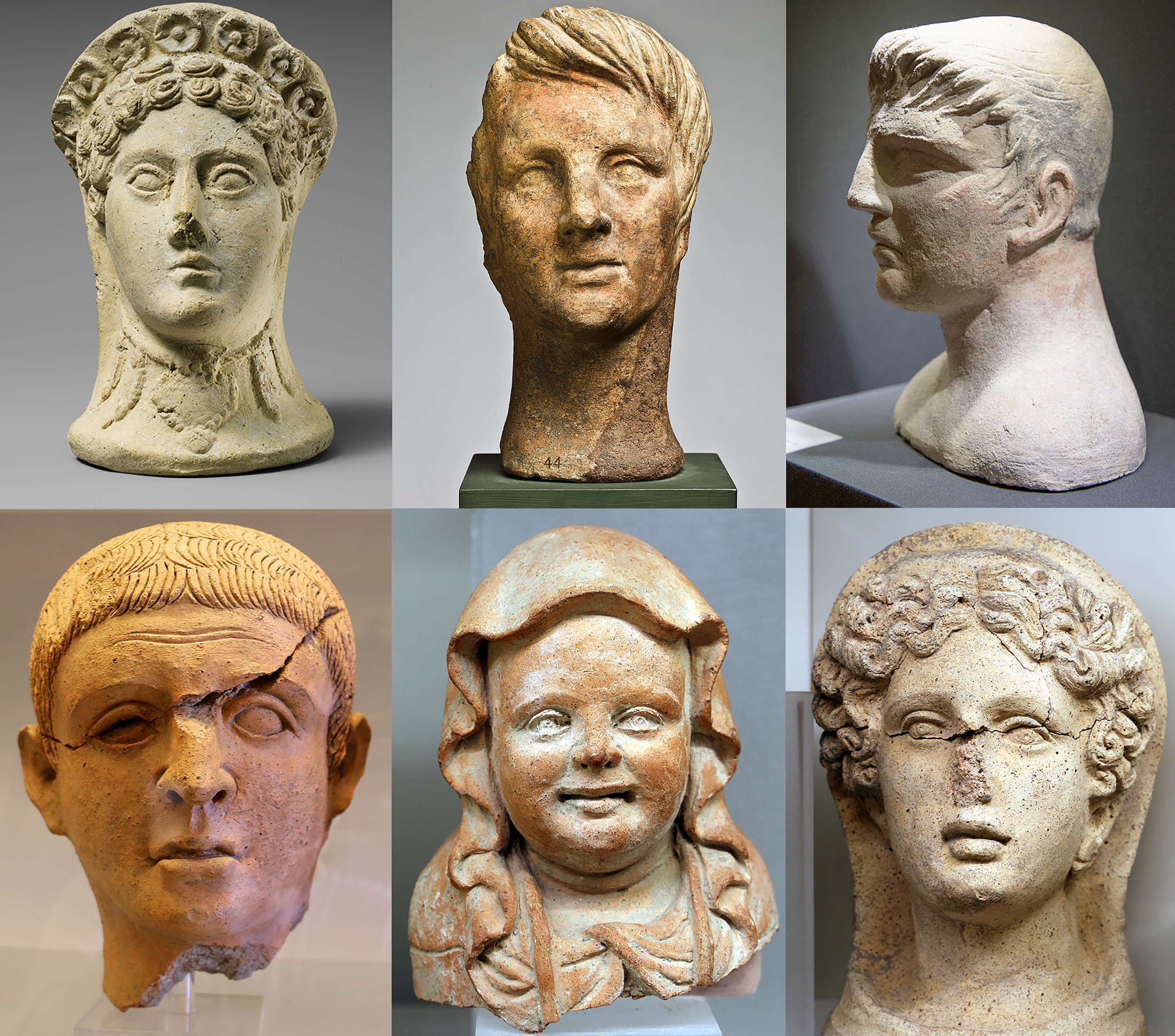
Teste votive etrusche IV-II secolo a.C., provenienti da vari santuari d'Etruria

L'etruscologo francese Dominique Briquel mette in evidenza come tutte le versioni della storiografia greca sull'origine degli Etruschi siano da considerare costruzioni narrative artificiose, elaborate in ambienti ellenici o ellenizzati anche per scopi di natura politica, e non vadano pertanto considerate alla stregua di documenti storici.
(Dominique Briquel, Le origini degli Etruschi: una questione dibattuta sin dall’antichità, in M. Torelli (ed.), Gli Etruschi, Milano, 2000, p. 43-51.)
Infatti i racconti degli autori greci sulle origini degli Etruschi, oltre che discordanti, sono redatti molti secoli dopo le prime attestazioni archeologiche degli Etruschi in Italia. Peraltro le fonti più antiche, come la Teogonia di Esiodo e un inno omerico, non fanno alcuna menzione a un'origine alloctona degli Etruschi. I racconti greci, basati sul modello del racconto coloniale e il mito di fondazione, sono il risultato di una rilettura di racconti mitici in chiave propagandistica - a volte antietrusca, altre volte proetrusca -, con mutamenti determinati dai cambiamenti avvenuti nel corso del tempo nei rapporti politici tra Greci ed Etruschi. Le due tesi sull’origine orientale (quella pelasgica dalla Tessaglia e quella anatolica dalla Lidia) erano infatti mirate a collegare le origini del popolo etrusco ad un orizzonte etnico, culturale e geografico più vicino al mondo greco, mentre la tesi dell’autoctonia degli Etruschi mirava a sottolineare, con accezione dispregiativa, la distanza etnica e culturale che esisteva tra Etruschi e Greci.
Tutte le evidenze fino a oggi raccolte dall'archeologia preistorica e protostorica, dall'antropologia e dall'etruscologia sono favorevoli a un'origine autoctona degli Etruschi: archeologicamente e linguisticamente non sono state infatti trovate prove di una migrazione dei Lidi o dei Pelasgi in Etruria. Una forte critica in tal senso è stata espressa anche nell'antichità dallo storico Dionigi di Alicarnasso, il quale, a proposito della supposta origine degli Etruschi dalla Lidia cui fa cenno Erodoto, evidenzia che Lidi ed Etruschi non mostravano alcuna somiglianza nella lingua, nella religione o nella cultura; infatti, per quanto gli era noto, la lingua etrusca non poteva essere messa in relazione con alcun altro linguaggio conosciuto; a suo giudizio gli evidenti caratteri di arcaicità degli Etruschi negli aspetti linguistici e culturali dovevano considerarsi una prova dell'autoctonia di quel popolo.
Gli archeologi concordano sulla sostanziale continuità tra la cultura etrusca di età orientalizzante e la precedente cultura villanoviana, attestata a partire dal 900 a.C. circa, e considerata la fase più antica della civiltà etrusca; le manifestazioni culturali della cultura villanoviana derivano a loro volta, senza alcuna evidenza di discontinuità, dalla più antica cultura protovillanoviana (1200 a.C. - 901 a.C.) dell'età del Bronzo finale. Studi recenti di linguistica hanno dimostrato una consistente affinità della lingua etrusca con la lingua retica parlata nelle Alpi: si ritiene che sia la lingua etrusca che quelle retica facciano parte della famiglia linguistica tirrenica, appartenente alla lingue preindoeuropee e paleoeuropee, di cui farebbe parte anche la lingua attestata in poche iscrizioni rinvenute nell'isola di Lemno in Grecia.
Studi di antropologia fisica e studi recenti di genetica su campioni ossei di Etruschi vissuti tra il 900 a.C. e il 1 a.C. hanno concluso che gli Etruschi erano autoctoni: anche gli Etruschi, come i Latini, avevano nel loro DNA percentuali significative della componente ancestrale che rimanda alle popolazioni dell'età del Bronzo della steppa pontico-caspica dell'Europa nord-orientale, considerate progenitori dei popoli di lingua indoeuropea (cultura di Jamna), ma secondo i linguisti gli Etruschi parlavano una lingua preindoeuropea e paleoeuropea, senza apparenti legami con la famiglia delle lingue indoeuropee. Tali dati indicano che la stabilizzazione nella penisola italiana e nella catena delle Alpi dei progenitori linguistici degli Etruschi e dei Reti avvenne in un'epoca ben più antica rispetto alla discesa degli antenati dei Latini e degli altri popoli italici di lingua indoeuropea avvenuta in più fasi nella tarda età del Bronzo.

## Le ipotesi della storiografia antica

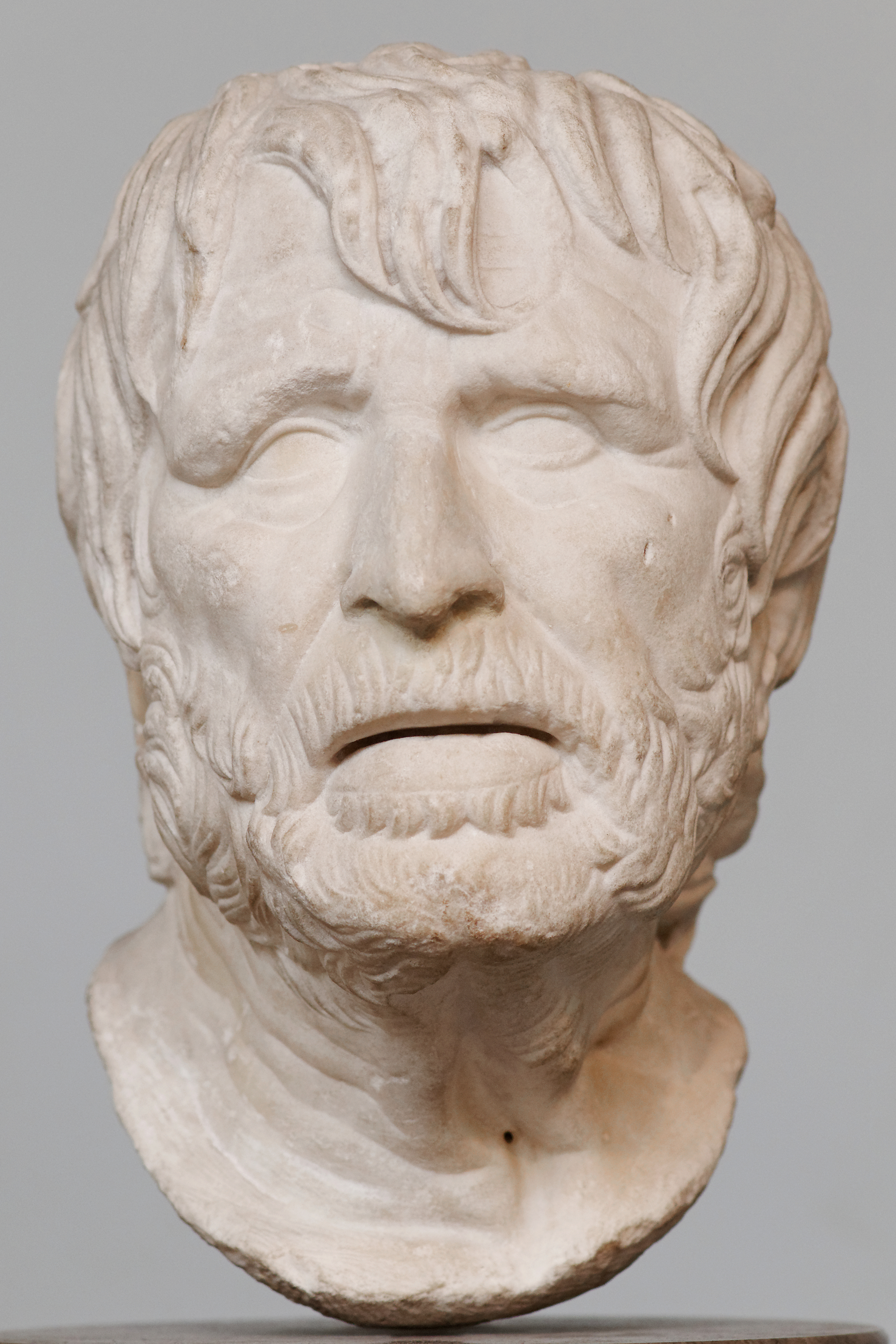
"Pseudo-Seneca", poi identificato come busto che ritrae Esiodo. Copia romana II secolo a.C.

La più antica testimonianza sui Tirreni (il nome con cui i Greci si riferivano agli Etruschi) è contenuta in un passo della Teogonia di Esiodo, scrittore greco vissuto tra l'VIII ed il VII secolo a.C., tre secoli prima di Erodoto ed Ellanico di Lesbo, che proposero due differenti tesi sull'origine orientale del popolo etrusco.
(Esiodo, Teogonia, 1011-1016.)
Il passo citato di Esiodo riecheggia uno dei miti che si erano diffusi in epoca orientalizzante nel tentativo di nobilitare le origini dei popoli italici, con cui i Greci intrattenevano a quel tempo importanti relazioni commerciali. Secondo la versione tramandata da Esiodo, che rimanda al celebre episodio dell'incontro tra Ulisse e la dea Circe narrato nell'Odissea, i re eponimi degli Italici furono il frutto di questa unione: Latino, re eponimo dei Latini (diffusamente presente anche nell'Eneide di Virgilio), fu loro figlio; suo fratello Telegono, come racconta Igino, generò Italo, re eponimo degli Itali (spesso considerati equivalenti o parte degli Enotri stanziati nel Meridione); infine è menzionato un Agrio altrimenti sconosciuto, che sulla base del testo di Esiodo deve essere certamente collegato a qualche tradizione italica su re o eroi eponimi non nota da altre fonti. Si noti che Servio riferisce di una tradizione che fa di Ausone, re eponimo degli Ausoni, un figlio di Ulisse e di Circe non menzionato da Esiodo e un ulteriore innominato figlio della coppia è citato da Plinio il Vecchio quale re eponimo dei Marsi (uno dei due è forse da identificare nell'oscuro Agrio ricordato da Esiodo). Dopo aver menzionato tali tradizioni, Esiodo sembra alludere ad una dominazione dei Latini, degli Itali e del popolo guidato da Agrio sui Tirreni. L'interpretazione più comunemente accettata è che in Esiodo l'uso dell'etnonimo Tirreni fosse esteso in senso generico a tutti gli abitanti dell'Italia centrale e che in ambiente greco il termine Tirrenia fosse al tempo di Esiodo riferibile a tutto il mondo italico occidentale. Esplicita in tal senso è la testimonianza riportata secoli dopo da Dionigi di Alicarnasso, secondo cui
(Dionigi di Alicarnasso, Antichità Romane, 1. 29. 1-2.)
In conclusione la testimonianza sui Tirreni di Esiodo non riporta alcuna informazione sull'origine del popolo etrusco.

### Ipotesi della provenienza orientale: Tessaglia o Lidia

#### Tessaglia

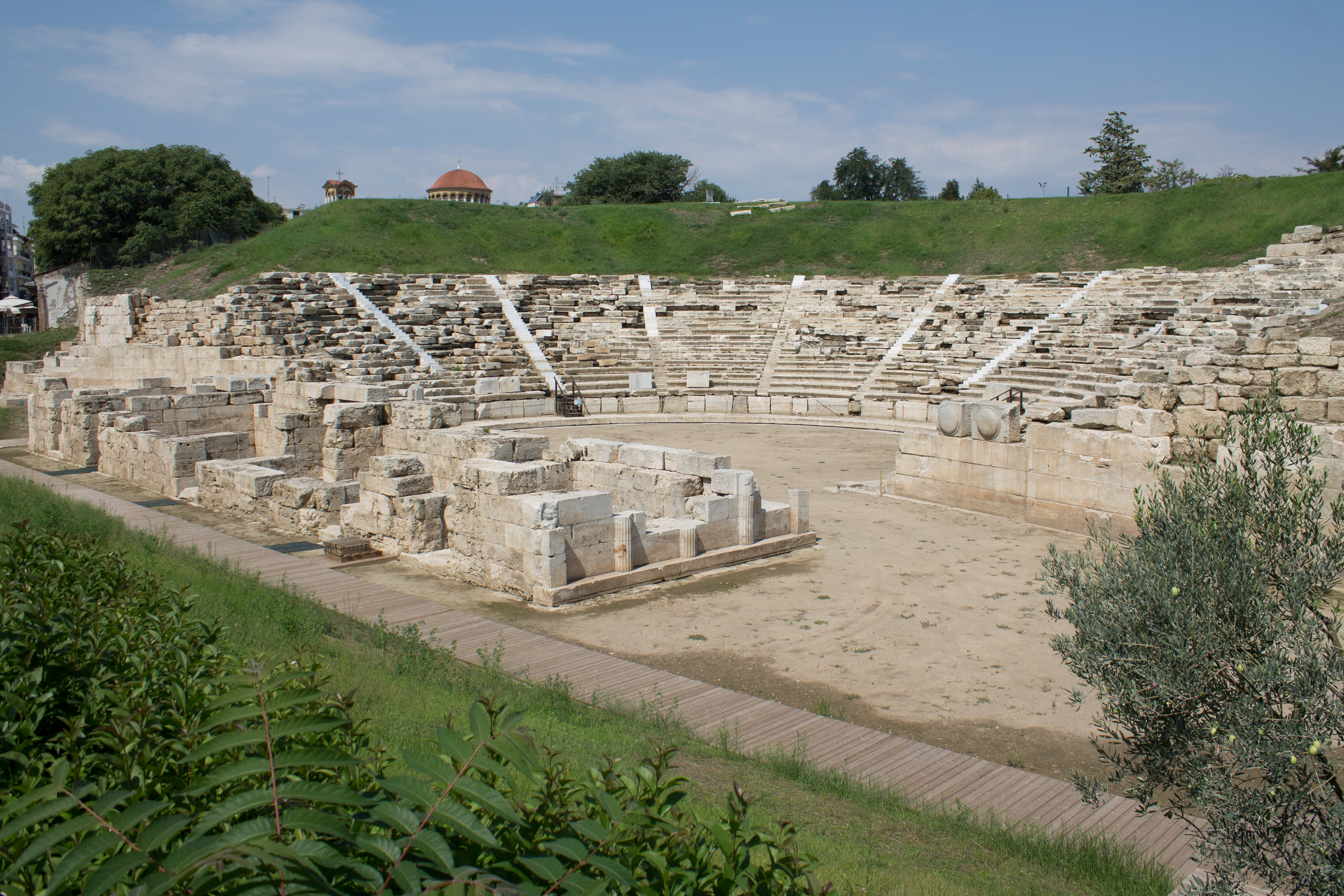
Le rovine del teatro di Larissa in Tessaglia.

La prima tesi del filone della provenienza orientale venne sostenuta da Ellanico di Lesbo, storico greco del V secolo a.C., ed è riportata da Dionigi di Alicarnasso. L'attidografo Ellanico, rifacendosi alla tradizione ateniese, ricollega i Tirreni al popolo dei Pelasgi, stanziati nella Pelasgiotide, territorio collocato nella regione greca conosciuta in epoca storica come Tessaglia; i Pelasgi erano considerati i discendenti delle popolazioni preelleniche che abitavano la Grecia prima della discesa degli Achei e dello sviluppo della civiltà micenea; la Pelasgiotide fu invasa dalle tribù dei Dori, dei Tesprozi e dei Molossi e da altre tribù greche del nord-ovest alla fine dell'età del Bronzo, durante gli eventi che seguirono alla guerra di Troia e che portarono al collasso dei regni micenei e all'avvento del cosiddetto medioevo ellenico; secondo Ellanico l'invasione dei Greci determinò la fuga dei Pelasgi dalla loro patria in direzione del Mare Adriatico; essi sbarcarono nel delta del Po nei pressi di Spina e occuparono in seguito Cortona; da qui si irradiarono stanziandosi nella regione poi denominata Tirrenia, dandosi il nome di Tirreni. Sotto il nome di Tirreni tornarono poi a frequentare con le loro navi i mari d'Oriente.
(Dionigi di Alicarnasso, Antichità Romane, 1, 28, 3)
La tesi di Ellanico di Lesbo, seppur suggestiva, viene elaborata in un clima politico particolarmente favorevole agli Etruschi, quando cioè Etruschi e Ateniesi, sul finire del V secolo a.C., si trovarono alleati contro i Siracusani e le altre città siceliote riunite dal Congresso di Gela. La crisi politica ebbe come esito una fallimentare spedizione ateniese in Sicilia nel 415 a.C. In tale temperie il tentativo di dimostrare un'origine greca del popolo etrusco, più precisamente attraverso la connessione tra i Tirreni e la componente pelasgica preindoeuropea presente nel popolo greco (unica connessione che potesse giustificare le evidenti differenze linguistiche esistenti tra Greci ed Etruschi), appariva utile nella prospettiva di legittimare agli occhi dei cittadini ateniesi e dei loro alleati il rapporto di amicizia di recente instaurato con una popolazione così lontana dal punto di vista geografico e culturale. Per tali ragioni storiche l'inedita tesi di Ellanico sull'origine pelasgica degli Etruschi deve essere guardata con sospetto, nel dubbio che possa essere stata artatamente creata e diffusa dal ceto politico ateniese per mere finalità di consenso.
Secondo la testimonianza di Dionigi di Alicarnasso la teoria di Ellanico di Lesbo fu fatta propria da altri storici antichi; Dionigi tuttavia critica in modo netto la tesi pelasgica con queste parole:
(Dionigi di Alicarnasso, Antichità Romane, 1, 29-30)

#### Lidia

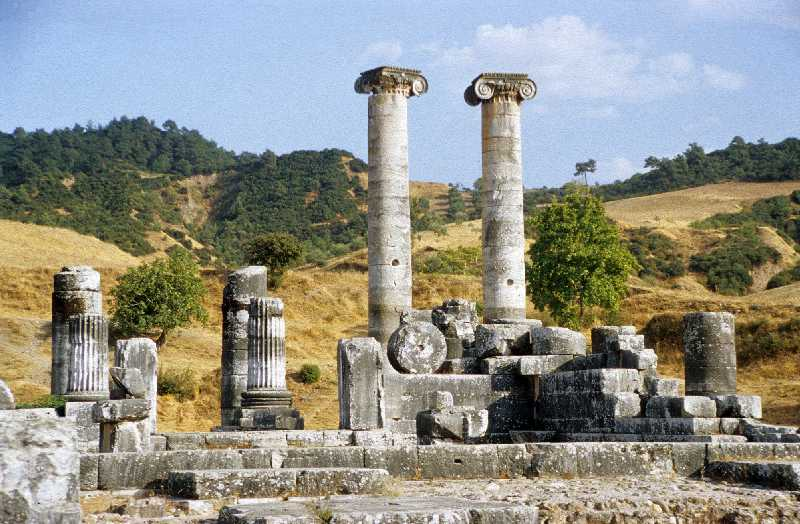
Le rovine del tempio dedicato ad Artemide, nella città ellenizzata di Sardis, in Lidia.

La seconda tesi sull'origine orientale degli Etruschi è riferita dallo storico greco Erodoto, contemporaneo di Ellanico: egli cita una tradizione diffusa tra i Lidi, una popolazione anatolica di lingua indoeuropea stanziata sulle coste orientali del Mar Egeo, secondo la quale la Tirrenia fu colonizzata dai Lidi al tempo del re Atys, figlio di Manes, che a causa di una carestia durata 18 anni fu costretto a dividere il popolo in due gruppi, il primo destinato a restare e l'altro ad emigrare via nave verso nuove terre ad occidente; alla testa della spedizione pose suo figlio Tirreno che salpò da Smirne e raggiunse le terre degli Umbri nell'Italia centrale, dove gli emigrati si stanziarono e fondarono città. In onore di Tirreno i Lidi stanziati in Italia presero il nome di Tirreni.
(Erodoto, Storie, I, 94, 5-7)
La tradizione dei Lidi è ripresa da Strabone, che collega l'impresa di Tirreno alla fondazione della dodecapoli etrusca e alla figura di Tarconte, primo re di tutti i Tirreni designato dallo stesso Tirreno, dal cui nome derivò quello della città di Tarquinia. Lo stesso Strabone riporta una tesi attribuita allo storico del IV secolo a.C. Anticlide che tenta di integrare le tesi di Ellanico e di Erodoto: dopo aver colonizzato le isole di Lemno e Imbro i Pelasgi si sarebbero aggregati alla spedizione di Tirreno e sarebbero partiti con lui dalla Lidia alla volta dell'Italia. Nell'Alessandra, poema attribuito a Licofrone e di controversa datazione, Tirreno e Tarconte sono ricordati come i due figli del re di Misia Telefo. Altre genealogie relative a Tirreno sono accennate da Dionigi di Alicarnasso, che sembra giudicarle prive di qualunque attendibilità (per alcuni autori non nominati Tirreno era fratello di Lido, re eponimo dei Lidi; per altri era figlio di Eracle e di Onfale regina di Lidia).
Sin dall'antichità sono stati sollevati dubbi sulla veridicità del racconto riportato da Erodoto: Dionigi di Alicarnasso critica la tesi erodotea sulla provenienza degli Etruschi dalla Lidia evidenziando che Lidi ed Etruschi non mostravano alcuna somiglianza nella lingua, nella religione o nella cultura; infatti la lingua etrusca non poteva essere messa in relazione con alcun altro linguaggio da lui conosciuto. Dionigi sottolinea inoltre che lo storico Xanto di Lidia, nativo di Sardi e autore di una storia della Lidia in 4 libri,
(Dionigi di Alicarnasso, Antichità Romane, 1, 28, 2)
Già nel 1937 la classicista statunitense Louise Adams Holland sostenne che quella di Erodoto fosse una storia del tutto falsa, che a causa della fama dello storico aveva acquisito nell'antichità una risonanza cresciuta ben oltre le intenzioni dello stesso autore, che parlando dei giochi diffusi tra i Lidi si era limitato a riportare un aneddoto udito da fonti non precisate. Secondo l'etruscologo francese Dominique Briquel la tesi dell'origine dalla Lidia fu una deliberata fabbricazione propagandistica in chiave politica creata tra la fine del VI secolo a.C. e l'inizio del V secolo a.C. presso la corte ellenizzata di Sardi; diversamente il grecista italiano Lorenzo Braccesi ipotizza che questa tradizione sia nata a Siracusa intorno al VI-V secolo a.C., città greca della Sicilia in conflitto con gli Etruschi. Secondo il classicista britannico Michael Grant la storia erodotea si basa su "etimologie erronee, come molte altre tradizioni sulle origini dei popoli ai margini del mondo greco" e ritiene che, pur essendo tale racconto completamente inventato, gli stessi Etruschi lo fecero proprio e lo diffusero per facilitare i commerci in Asia Minore, nel periodo in cui molte città dell'Asia Minore, e gli Etruschi stessi, furono in guerra contro i Greci. Altri studiosi hanno suggerito che la tradizione fosse dovuta ai Focei sconfitti dagli Etruschi ad Alalia, altri ancora che la tradizione fosse nata in funzione antietrusca nell'ambiente di Aristodemo di Cuma. Ancora, lo storico statunitense Robert Drews ritiene che i Greci non avessero mai sentito parlare di una origine lidia degli Etruschi prima del racconto erodoteo e che non fosse una tradizione molto conosciuta dai Lidi stessi, tanto da non essere riportata dal principale storico locale; tale tradizione, secondo Drews, fu inventata ad Atene verso la fine del V secolo a.C.
Pur non essendo stati trovati a oggi riscontri archeologici e linguistici a supporto della tesi erodotea dell'origine lidia della popolazione etrusca, la lingua lidia era indoeuropea come il latino, il greco e l'umbro e non mostra affinità con l'etrusco, e malgrado la dura critica esposta già in antico da Dionigi di Alicarnasso contro questa teoria, per l'autorevolezza del suo autore la tesi di una provenienza anatolica degli Etruschi ebbe larga diffusione nell'antichità e ha lungamente condizionato anche gli studiosi moderni, che più volte l'hanno riproposta acriticamente, suggestionati dai tratti orientali presenti in varie manifestazioni artistiche e culturali della civiltà etrusca durante la fase orientalizzante, che fu, tuttavia, un vasto fenomeno artistico e culturale che si diffuse nell’intero bacino del Mediterraneo a due secoli di distanza dalla nascita della civiltà etrusca.

### Ipotesi dell'autoctonia
Parallelamente alle tesi sulla provenienza orientale del popolo etrusco - per alcuni autori di origini pelasgiche, per altri emigrati dalla Lidia - esisteva nella storiografia antica un filone favorevole a ritenere gli Etruschi un popolo autoctono, stanziato nella penisola italiana da epoche assai remote. Ne dà notizia Dionigi di Alicarnasso dopo aver esposto e criticato le teorie sull'origine orientale, da lui respinte sulla base delle differenze linguistiche e, in particolare per la tesi sui Lidi, delle evidenti diversità culturali e religiose:
(Dionigi di Alicarnasso, Antichità Romane, 1, 30, 2)
Poco oltre lo stesso autore riferisce che gli Etruschi non chiamano se stessi né Tirreni, secondo l'etnonimo attribuito dai Greci, né Etruschi o Tusci, nomi con i quali sono definiti dai Romani, ma Rasenna, nome che essi fanno derivare da un loro eroe eponimo.

## Le ipotesi della storiografia moderna

### Ipotesi della provenienza settentrionale

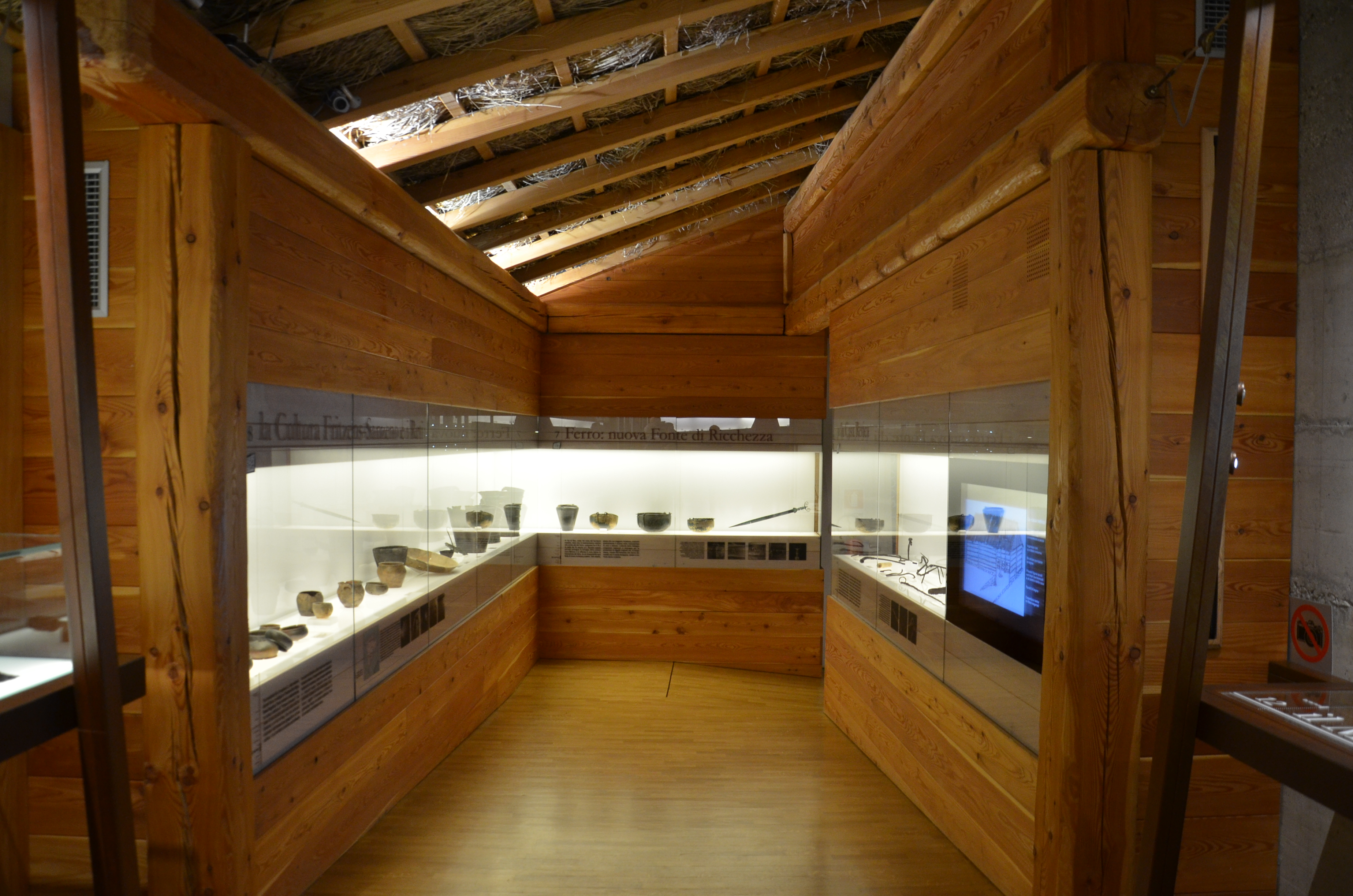
Il Museo Retico di Sanzeno, nel Trentino-Alto Adige

Un importante passo dello storico romano Tito Livio a proposito dell'Etruria padana e dei Reti, popolazione alpina delle valli del moderno Trentino-Alto Adige (ma stanziata anche in parti del Veneto, nella Svizzera orientale e nel Tirolo austriaco), riferisce di una loro derivazione dagli Etruschi, evidente sulla base delle somiglianze linguistiche:
(Tito Livio, Storie, V, 33 7-11)
Anche Pompeo Trogo, storico di età augustea conosciuto grazie all'epitome di Marco Giuniano Giustino, e Plinio il Vecchio tramandano, con altri particolari, la discendenza dei Reti dagli Etruschi: secondo i due autori romani l'invasione della pianura Padana da parte dei Galli (avvenuta verso il 400 a.C.) costrinse gli Etruschi che vi vivevano a rifugiarsi sulle Alpi, sotto la guida del condottiero Reto, da cui assunsero il nome di Reti.
Sulla scorta di tali affermazioni e della somiglianza del nome dei Reti (in latino Rhaeti) con quello dei Rasenna (con cui, secondo Dionigi di Alicarnasso, gli Etruschi definivano se stessi), è stata elaborata nel XVIII secolo (Fréret) e ulteriormente sviluppata nel corso del XIX secolo (Niebuhr) la tesi di un'origine settentrionale del popolo etrusco. Altri autorevoli archeologi e storici dell'Ottocento, come Theodor Mommsen, Wolfgang Helbig, Gaetano De Sanctis e Luigi Pareti, hanno seguito questa teoria, che tuttavia ribalta la visione tradizionale degli storici di lingua latina, sostenendo che sono stati gli Etruschi a migrare da nord verso l'Italia centrale, provenienti dai territori alpini dei Reti; in altri termini, secondo l'ipotesi della provenienza settentrionale, gli Etruschi discendono dai Reti e non viceversa, come invece affermato dalle fonti latine.
Come di recente ribadito a proposito dell'origine dei Reti dagli Etruschi, supposta dagli storici romani, «le evidenze archeologiche smentiscono decisamente tale rapporto di discendenza». Tuttavia i più recenti studi di linguistica sulla lingua retica hanno concluso che essa fa parte, assieme alla lingua etrusca, della famiglia linguistica tirrenica, appartenente alla lingue preindoeuropee e paleoeuropee: i linguisti sono propensi a datare la separazione tra la lingua retica e la lingua etrusca ad un'epoca molto antica, forse antecedente all'età del Bronzo. La migrazione verso le Alpi degli Etruschi scacciati dalla pianura Padana, che non si vuole negare, sarebbe stata pertanto diretta verso le valli abitate già in precedenza da una popolazione culturalmente e linguisticamente affine agli Etruschi. Questa circostanza rafforza l'idea che Reti ed Etruschi siano due popolazioni autoctone imparentate tra loro per il tramite di remoti progenitori comuni, da cui deriverebbero le somiglianze linguistiche evidenziate da Tito Livio; in tale prospettiva sono da considerarsi erronee sia la tesi che fa derivare gli Etruschi dai Reti sia quella, proposta dalla storiografia latina, che individua nei Reti i discendenti degli Etruschi.

### Ipotesi dei popoli del mare
Vari tentativi sono stati fatti per collegare uno dei Popoli del Mare citati nei testi egiziani, i Tereš, o Turša, vengono identificati da alcuni studiosi con i Tirsenoi o "Tirreni", il nome con il quale gli autori greci chiamavano gli Etruschi. Tuttavia dei Tirreno-Etruschi, nei testi d'epoca Miceneo-Ittita e nei poemi classici Odissea e Iliade, non si trova traccia. Rapporti dei Tirreni col mondo del Mar Egeo sembrerebbero esistere in seguito al ritrovamento nell'isola di Lemno della cosiddetta Stele di Lemno, un'iscrizione rinvenuta nel 1885, in cui è attestata una lingua che si ritiene correlata all'etrusco più arcaico attestato in Etruria meridionale. Lo storico olandese Luuk de Ligt ipotizza che la presenza nel VI secolo a.C. nell'isola di Lemno di una comunità che parlava una lingua simile all'etrusco sia dovuta a movimenti di mercenari arruolati nella penisola italica dai Micenei, così come l'archeologo austriaco Reinhard Jung collega ai Popoli del Mare movimenti di guerrieri dall'Italia all’Egeo e al Vicino Oriente. Ma studiosi come Norbert Oettinger, Robert Drews, Michel Gras e Carlo De Simone vedono nel lemnio la testimonianza di un insediamento piratesco o commerciale etrusco nell'isola di Lemno avvenuto prima del 700 a.C., non necessariamente collegato ai Popoli del Mare.

## Le evidenze archeologiche
La questione delle origini etrusche ha condizionato la storia degli studi fin dall'inizio, con posizioni e ipotesi che si sono rivelate del tutto infondate. Se uno studioso come Gaetano De Sanctis si era espresso in favore dell'autoctonia degli Etruschi e Luigi Pareti in favore della tesi settentrionale, studiosi del calibro di Aldo Neppi Modona, Giacomo Devoto, Nicola Turchi, Pericle Ducati, Secondina Lorenzina Cesano avevano criticato gli argomenti dei sostenitori della tesi orientale, ribadendo come gli Etruschi si credessero indigeni e ignorassero una provenienza recente dall'Oriente. L'archeologo Massimo Pallottino, riprendendo idee sviluppate da studiosi delle generazioni precedenti tra cui Bartolomeo Nogara, nell'introduzione del suo celebre libro Etruscologia pubblicato per la prima volta nel 1942, e nel suo testo successivo, L'origine degli Etruschi, pubblicato nel 1947, sottolinea come il problema dell'origine della civiltà etrusca non vada incentrato sulla provenienza, quanto piuttosto sulla formazione. Pallottino evidenzia come, per la maggior parte dei popoli, non solo dell'antichità ma anche del mondo moderno, si parli sempre di formazione, mentre per gli Etruschi ci si è posti il problema della provenienza. Secondo Pallottino, la civiltà etrusca si è formata in un luogo che non può che essere quello dell'antica Etruria; alla sua formazione hanno indubbiamente contribuito elementi autoctoni ed elementi culturali greci e orientali, per via dei contatti di scambio commerciale intrattenuti dagli Etruschi con gli altri popoli del Mediterraneo durante il cosiddetto periodo orientalizzante. E proprio le rassomiglianze tra alcuni aspetti della cultura materiale etrusca di fase orientalizzante e il mondo orientale per lungo tempo, erroneamente, sono state usate come argomento a favore dell'origine orientale degli Etruschi. Ma la cultura materiale in epoca orientalizzante e gli affreschi seguono le convenzioni artistiche dell'epoca e non furono diffuse in Italia, e in Europa, solo nella civiltà etrusca. Le fattezze facciali (il profilo, gli occhi a mandorla) e la rappresentazione degli uomini con una carnagione bruno-rossiccia e delle donne con la pelle chiara, influenzate dall'arte greca arcaica, seguono le tradizioni artistiche arrivate a partire dall'orientalizzante e provenienti dal Mar Mediterraneo orientale. Questi affreschi hanno, quindi, un valore molto limitato per una rappresentazione realistica della popolazione etrusca. Solo dalla fine del IV secolo a.C. si iniziano a incontrare indizi di ritratti fisiognomici nell'arte etrusca.
Gli archeologi hanno più volte sottolineato come nel territorio dell'Etruria storica, tra l'età del Bronzo e l'età del Ferro, nulla si trovi nella cultura materiale e nelle pratiche sociali che possa sostenere un modello migratorio da oriente. Il cambiamento più marcato e radicale archeologicamente documentato, a partire dal XII secolo a.C. circa, è l'adozione del rito funebre dell'incinerazione in urne di terracotta, che è un aspetto euro-continentale derivato dalla cultura dei campi di urne e non può certo essere utilizzato come prova di un contributo etnico dall'Asia Minore e dal Vicino Oriente. Al contrario, sulla base del riscontro archeologico, si presume che in questa fase tra la fine dell'età del Bronzo e l'inizio dell'età del Ferro in Etruria avvennero migrazioni di gruppi umani dal versante nord delle Alpi, dall'area Danubiana-Carpatica e dai Balcani settentrionali provenienti dai campi di urne del medio-Danubio.
I ritrovamenti archeologici degli ultimi trent'anni confermano che nelle principali città etrusche vi è continuità dall'ultima fase dell'età del Bronzo (XI-X secolo a.C.) all'età del Ferro (IX-VIII secolo a.C.). Vi è consenso tra gli archeologi che i Protoetruschi si siano formati nell'ultima fase dell'età del Bronzo all'interno della cultura protovillanoviana e che la successiva cultura villanoviana dell'età del Ferro sia la fase iniziale della civiltà etrusca. Secondo Renato Peroni, eminente archeologo specializzato nella preistoria e protostoria dell'Italia e sostenitore dell'origine autoctona degli Etruschi, la continuità archeologica in Etruria può essere fatta risalire ancora più indietro, almeno fino alla Cultura del vaso campaniforme. Una significativa discontinuità si registra solo durante la transizione dal Calcolitico all'età del Bronzo (2300–1000 a.C.). A partire dal 2300 a.C., l'Etruria mostra una sostanziale continuità insediativa. Durante questo periodo, è già evidente in Toscana e nelle regioni limitrofe una costellazione di gruppi locali, tutti generalmente associati alla tradizione campaniforme.
Alla fine dell'età del Bronzo sono testimoniati contatti tra l'Italia centro-settentrionale e il mondo miceneo, ma è solo dopo l'etnogenesi degli Etruschi che i contatti con la Grecia, il Mar Egeo, l'Asia Minore e il Vicino Oriente diventano frequenti, a partire dalle prime colonie greche dell'Italia meridionale e dagli insediamenti punici in Sardegna e dal conseguente periodo orientalizzante.

## Le ipotesi della linguistica
La questione delle origini degli Etruschi abbinata all'isolamento dell'etrusco ha determinato nel corso del tempo la proliferazione delle ipotesi linguistiche, spesso e volentieri basate su argomenti circolari. La lingua etrusca è stata così accostata alle lingue parlate dai più disparati popoli dell'antichità, e senza la possibilità di verifica concreta. Molte di queste ipotesi si sono rivelate prive di fondamento. Il consenso tra linguisti ed etruscologi è che l'etrusco sia una lingua non-indoeuropea, preindoeuropea, e paleoeuropea. strettamente correlata alla lingua retica parlata nelle Alpi, e alla lingua attestata dalle poche iscrizioni di Lemno in Grecia.

### La famiglia delle lingue tirreniche

L'areale di diffusione delle lingue della famiglia tirrenica.

A partire dagli anni '80, il linguista tedesco Helmut Rix elabora la teoria della famiglia linguistica tirsenica appartenente alle lingue preindoeuropee e paleoeuropee che comprende la lingua etrusca, la retica, insieme alla lemnia. Questa teoria ha ottenuto nel corso degli anni un crescente consenso. Sulla scia di Rix, successivi studi di Stefan Schumacher, Norbert Oettinger, Carlo De Simone e Simona Marchesini, e confermata da Rex E. Wallace, hanno ipotizzato che retico ed etrusco discendano da un "Tirrenico comune" che non appartiene alla famiglia indoeuropea e dal quale si sarebbero divisi in tempi remoti, in un periodo della preistoria antecedente all'età del Bronzo. Anche la lingua attestata nelle iscrizioni dall'isola di Lemnos farebbe parte della stessa famiglia linguistica tirrenica, ma con un tempo di separazione tra lingua etrusca e lingua lemnia di molto successivo a quello tra lingua etrusca e lingua retica, compatibile con l'ipotesi che la lingua lemnia sia riconducibile a un'espansione protostorica di Etruschi da Occidente, come già sostenuto da Carlo De Simone che vede nel lemnio la testimonianza di un insediamento piratesco o commerciale etrusco nell'isola nella parte settentrionale del Mar Egeo avvenuto prima del 700 a.C., mentre alcuni linguisti avevano precedentemente ipotizzato che il lemnio appartenesse a un sostrato preistorico egeo o paragreco esteso dall'Asia Minore ai Balcani, alla Grecia e all'Italia.

### Altre ipotesi linguistiche del passato

#### Ipotesi dell'etrusco come lingua indoeuropea
Nel corso del tempo non sono mancati gli studiosi che hanno accostato la lingua etrusca alle lingue indoeuropee, o considerato l'etrusco come una lingua indoeuropea vera e propria. Nel 1842 l'antiquario William Betham propose che l'etrusco fosse imparentato con l'antenato della lingua irlandese, l'iberno-celtico. Per il linguista italiano Alessandro Morandi l'etrusco è una lingua indoeuropea di area greca, e gli Etruschi arrivarono in Italia millenni prima delle altre popolazioni di lingua indoeuropea e il lungo isolamento ha conferito all'etrusco caratteristiche tali da renderlo quasi irriconoscibile. Per il linguista spagnolo Francisco Rodríguez Adrados, l'etrusco è una lingua indoeuropea o almeno in parte derivata dalle lingue indoeuropee, in particolare da quelle indoeuropee dell'Anatolia, come il luvio. Anche Dieter Steinbauer ha cercato di mettere in correlazione le lingue anatoliche con etrusco e retico, ma queste presunte affinità non sono considerate convincenti, e rimane insormontabile il problema che tutte le lingue anatoliche siano indoeuropee mentre sia l'etrusco che il retico sono preindoeuropee. Anche la teoria formulata dal linguista Massimo Pittau, la supposta derivazione della lingua protosarda e di quella etrusca dall'antica lingua lidia, prevede che sia la lingua etrusca che quella protosarda fossero indoeuropee. Secondo questa teoria, gli Etruschi e i Sardi proverrebbero dalla Lidia, in accordo con il racconto di Erodoto. Tale migrazione, tuttavia, sarebbe avvenuta per tappe, prima in Sardegna, dove avrebbe dato origine alla civiltà nuragica attorno al XIII secolo a.C., e quindi sulle coste tirreniche dell'Italia centrale, dove la civiltà etrusca si sarebbe sviluppata a partire dal IX secolo a.C. La teoria di Pittau viene rigettata sia per motivazioni linguistiche che archeologiche, poiché non è documentata alcuna migrazione lidia né in Etruria e né in Sardegna, e il consenso è che la lingua lidia e quella etrusca non siano correlate e appartengano, invece, a due famiglie linguistiche completamente diverse.

#### Ipotesi dell'etrusco come forma arcaica di ungherese
Nel libro Etrusco: una forma arcaica di ungherese il glottologo Mario Alinei propone, in coerenza con la Teoria della Continuità dal Paleolitico, di identificare l'etrusco come una fase arcaica dell'attuale lingua ungherese, appartenente alle lingue ugriche (o ugro-finniche). Secondo Alinei sia l'etrusco che l'ungherese sarebbero due lingue agglutinanti, con accento sulla prima sillaba, e avrebbero medesima armonia vocalica, e solo consonanti occlusive sorde. L'ipotesi di Alinei di un imparentamento dell'etrusco con le lingue ugro-finniche, o uralo-altaiche, viene definito dalla magiarista Angela Marcantonio "un caso di fanta-linguistica, da rigettare senza indugio e senza riserve".

#### Ipotesi della derivazione dalle lingue caucasiche
Alcuni linguisti russi di epoca sovietica (Sergei Starostin, Vladimir Orel, Igor M. Diakonoff) propongono una relazione tra lingue tirreniche e le lingue caucasiche nordorientali, basandosi sulla presunta corrispondenza nelle strutture grammaticali, nella fonologia, nei numerali, tra la lingua etrusca, le lingue hurro-urartee, e le lingue caucasiche nordorientali. La teoria non è nuova, già negli anni '20 del '900 uno studioso dilettante di padre scozzese e madre georgiana, Nikolaj Jakovlevič Marr, propose che le lingue caucasiche fossero legate a quella basca, a quella etrusca, e all'ebraico antico, cercando così di riunire in un'unica famiglia tutte le principali lingue isolate. La teoria di Marr è stata successivamente completamente invalidata, così come la derivazione dalle lingue caucasiche è ritenuta indimostrabile.

## Il contributo dell'antropologia fisica

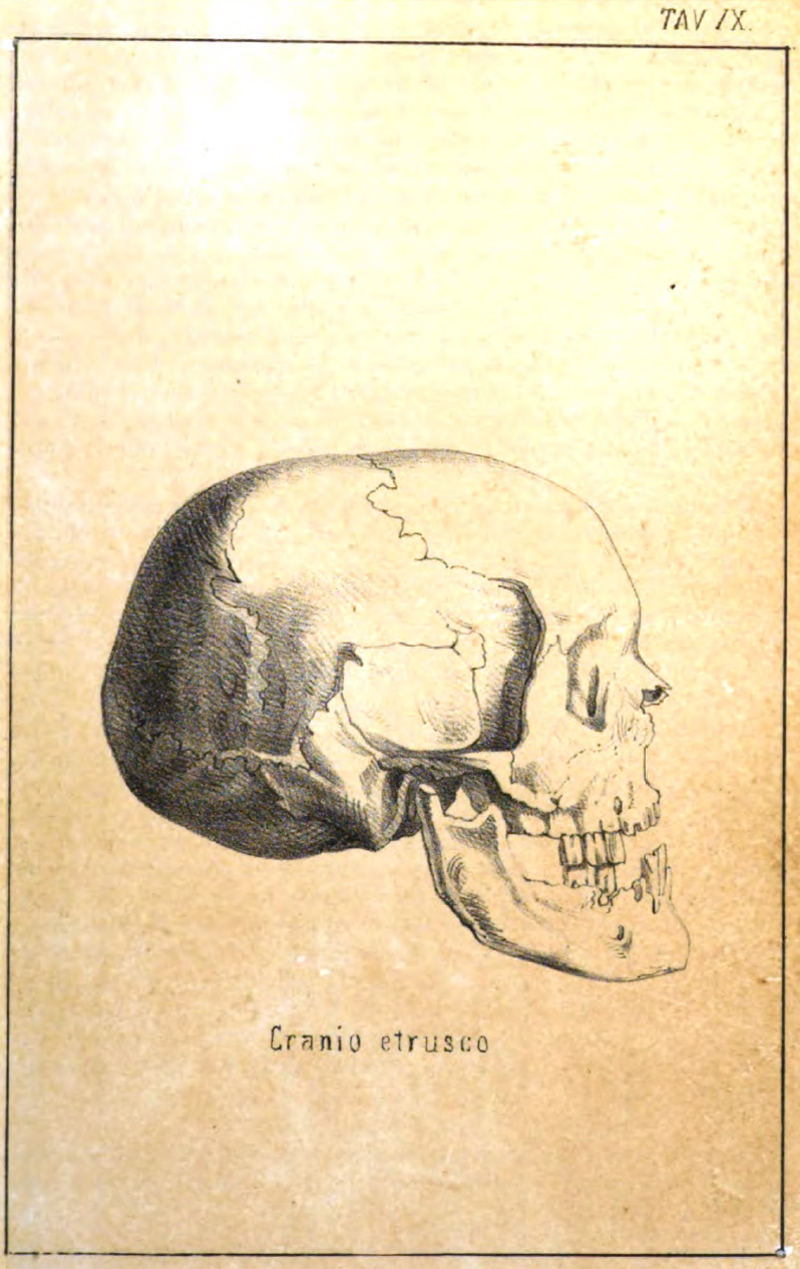
Tavola che riproduce un cranio etrusco, da una pubblicazione del 1841.

Gli studi di antropologia fisica dell'Ottocento e della prima metà del Novecento sono caratterizzati da mancanza di rigore e coerenza scientifica, e risentono di impianti teorici ancora fortemente ideologizzati. Inoltre, l'analisi craniometrica dei campioni etruschi di epoca villanoviana è condizionata dalla carenza di resti ossei di questo periodo, in quanto la pratica dell'incinerazione era la più diffusa. Per questo motivo i resti ossei risalenti a questo periodo sono generalmente trovati in sepolture a inumazione.
Nel 1953 Piero Messeri, sulla base dei rilevamenti operati su crani del IV secolo a.C., sostiene che gli Etruschi, seppur differenziati sotto l'aspetto culturale, non siano distinguibili antropologicamente da genti autoctone della penisola italiana.
Con la fine degli anni '60 si registrano i primi timidi approcci multivariati. Una comparazione multivariata del 1969 di Massimo Cresta e Francesco Vecchi mette a confronto Etruschi, Romani e Sanniti e mostra similarità tra Etruschi e Romani, con i Sanniti in una posizione più isolata.
Nel 1975 viene pubblicato lo studio dell'antropologa tedesca Ilse Schwidetzky su un numero molto ampio di popolazioni dell'età del Ferro, distribuite in un areale geografico che va dalla Gran Bretagna all'Asia Centrale. In questo studio un campione di 45 Etruschi viene classificato nel sub-cluster dell'Europa occidentale, insieme a Greci, Romani e Galli, mentre Protosardi e Sanniti vengono classificati nel sub-cluster dell'Europa orientale.
Uno studio del 1980 dell'antropologo italiano Fiorenzo Facchini mostra molte affinità tra una serie di epoca villanoviana e le altre serie etrusche di epoca successiva. Lo studio conclude che il problema etnico e culturale dell'origine degli Etruschi si risolva all'interno dell'ipotesi dell'autoctonia, e che sia così connesso alla formazione etnica degli Etruschi di epoca villanoviana e con le caratteristiche generali del periodo proto-villanoviano.
Uno studio più recente del fisiologo e anatomista tedesco Horst Claassen dell'Università di Rostock, pubblicato sulla rivista internazionale Annals of Anatomy nel 2004 e presentato nel 2003 a un convegno internazionale svolto a Greifswald in Germania, analizza sette crani appartenuti a Etruschi rinvenuti a Tarquinia tra il 1881 e il 1882. Dall'analisi comparata con crani del resto d'Europa dell'età del Ferro, i crani etruschi risultano molto simili a quelli delle necropoli celtiche della Baviera meridionale e dell'Austria: in particolare a quelli della necropoli appartenente alla cultura di La Tène di Manching in Alta Baviera e a quelli della necropoli appartenente alla cultura di Hallstatt di Hallstatt in Alta Austria. Lo studio conclude che sulla base dei risultati gli Etruschi sono molto probabilmente la popolazione autoctona dell'Etruria, piuttosto che il risultato di migrazioni recenti dal Mar Egeo.

## Recenti acquisizioni dalla genetica delle popolazioni e archeogenetica

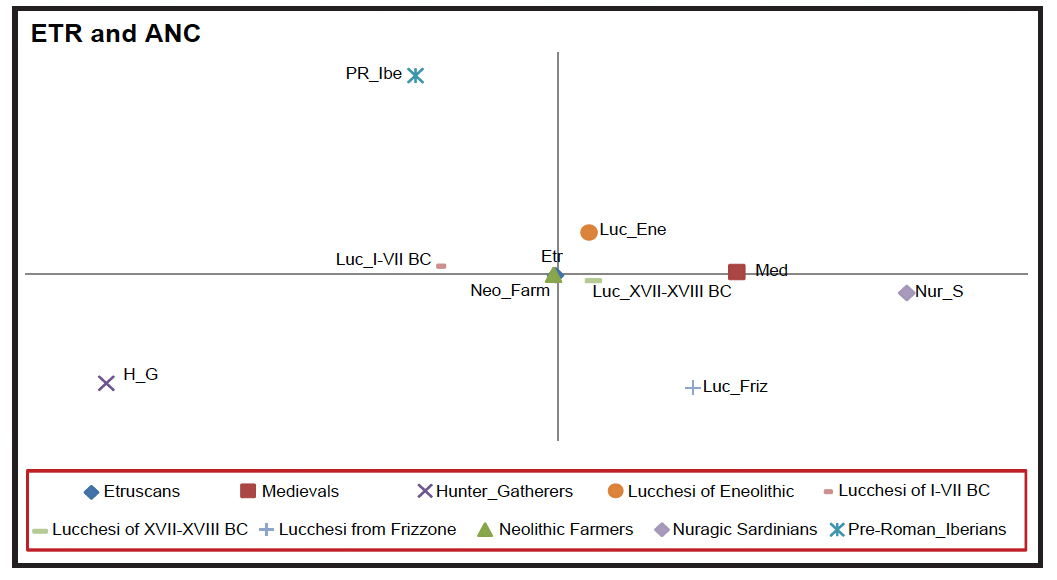
MDS che mostra le affinità genetiche basate su mtDNA tra un campione di Etruschi e altre 9 popolazioni antiche d'Europa, con gli Etruschi che risultano molto simili alle popolazioni del Neolitico dell'Europa Centrale di Germania, Austria, e Ungheria (da Ghirotto 2013).

Un contributo alla problematica delle origini degli Etruschi ci viene anche dalla genetica delle popolazioni e dall'archeogenetica. Gli studi di genetica si dividono principalmente in due filoni: il primo che analizza il DNA antico (aDNA) dei campioni di individui etruschi, talvolta anche in comparazione a quelli moderni, mentre il secondo filone analizza solo ed esclusivamente il DNA di campioni della popolazione moderna, che vive oggi nelle regioni che una volta costituivano l'antica Etruria, usati come proxy per le popolazioni più antiche. Le conclusioni degli studi basati sulle analisi dei campioni di individui etruschi sono in favore dell'autoctonia, mentre conclusioni più controverse e meno risolutive accompagnano gli studi basati solo su campioni moderni, molto criticati per le metodologie impiegate e per l'uso di campioni moderni in sostituzione di quelli antichi.
Secondo l'archeologo britannico Phil Perkins, "nessuno degli studi sul DNA a oggi prova in modo conclusivo che gli Etruschi fossero una popolazione intrusiva in Italia, originaria del Mediterraneo orientale o dell'Anatolia", e "ci sono indicazioni che l'evidenza del DNA possa sostenere la teoria che il popolo etrusco sia autoctono nell'Italia centrale". Secondo il genetista tedesco Johannes Krause, co-direttore del Max Planck Institute for Evolutionary Anthropology con sede a Jena, tutti gli indizi raccolti finora ci dicono che la lingua etrusca sia arrivata in Europa con la rivoluzione neolitica.
Studi recenti del 2019 e 2021 di archeogenetica, basati sull'analisi del DNA autosomico, del cromosoma Y e del DNA mitocondriale di campioni di oltre 50 individui provenienti dalla Toscana e Lazio settentrionale vissuti tra il 900 a.C. e il 1 a.C., hanno concluso che gli Etruschi erano autoctoni e privi di tracce genetiche riconducibili all'Anatolia dell'età del Bronzo e del Ferro, aggiungendo che gli Etruschi erano simili geneticamente ai Latini del Latium vetus e che entrambi si posizionavano nel cluster europeo, a occidente della popolazione odierna dell'Italia settentrionale. Negli Etruschi, come nei Latini, erano presenti percentuali significative della componente ancestrale che deriva dalle popolazioni dell'Eneolitico della steppa pontico-caspica di Russia e Ucraina, considerate progenitori dei popoli di lingua indoeuropea (cultura di Jamna), ma secondo i linguisti gli Etruschi parlavano una lingua non indoeuropea, considerata preindoeuropea e paleoeuropea. Il 75% dei campioni di individui etruschi di sesso maschile è risultato appartenere all'aplogruppo R1b (R-M269), soprattutto R1b-P312, R1b-U152 e il suo derivato R1b-L2, arrivati in Etruria dall'Europa centrale nell'età del Bronzo, mentre il resto dei campioni etruschi apparteneva a sub-cladi di G2a (G-P15) (in particolare G2a-L497, originatosi in Europa centrale e presumibilmente arrivato in Etruria da nord), che hanno fatto la loro comparsa in Europa nel neolitico con la diffusione dell'agricoltura. Per quanto riguarda gli aplogruppi del DNA mitocondriale, il più diffuso tra gli Etruschi era largamente H, seguito da J e T.

### Studi sui campioni antichi etruschi
Uno studio preliminare del 2004 dell'Università di Ferrara, in collaborazione con l'Università di Firenze, realizzato da una squadra di genetisti guidata dal professor Guido Barbujani, analizza il DNA mitocondriale di campioni ossei di 80 individui etruschi, ridotti a 28 nella fase di analisi, vissuti tra il VII secolo a.C. e il II secolo a.C., provenienti da dieci necropoli etrusche dislocate in varie zone dell'Etruria, dell'Etruria padana e dell'Etruria campana: Veneto (Adria), Toscana, Lazio e Campania (Capua). Il campione da 80 è stato poi ridotto a 27 individui in fase di analisi. Dallo studio emerge che il DNA mitocondriale degli Etruschi sia condiviso sia con le popolazioni europee che con quelle dell'Asia nord-occidentale, con il maggiore numero di aplotipi in comune con i tedeschi (sette aplotipi), con gli inglesi della Cornovaglia (cinque aplotipi), con i turchi moderni (4 aplotipi), mentre solo due aplotipi risulterebbero condivisi con un campione moderno di individui toscani. Con la maggior diffusione di studi sul DNA antico a partire dal 2009, emerge che quanto condiviso nello studio del 2004 dai campioni etruschi sia con popolazioni del nord Europa, che del sud Europa che dell'Asia nord-occidentale sia dovuto alle migrazioni dei primi agricoltori europei e ai cacciatori-raccoglitori occidentali.
Due successivi studi del 2013, realizzati sempre da una squadra guidata dal professor Guido Barbujani, condotti sempre sul DNA mitocondriale di campioni etruschi, riducono l'analisi genetica solo a resti ossei provenienti dalle necropoli etrusche di Toscana e Lazio a cui vengono aggiunti nuovi campioni rispetto allo studio del 2004, e concludono che i legami genetici tra le popolazioni etrusche e quelle anatoliche debbano essere ricondotti a più di 5000 anni fa, con una più probabile divergenza avvenuta 7600 anni fa durante il neolitico nella preistoria, che dimostra come la tesi di Erodoto di una migrazione dalla Lidia avvenuta alla fine dell'età del Bronzo non sia attendibile e non contenga informazioni su qualcosa di realmente accaduto. Sulla base dello studio del DNA mitocondriale di questi campioni provenienti dalle necropoli della Toscana e del Lazio, il DNA mitocondriale degli Etruschi era simile a quello rinvenuto nelle popolazioni del Neolitico dell'Europa Centrale, in particolare alle popolazioni della cultura della ceramica lineare di Germania, Austria, e Ungheria. Gli aplogruppi del DNA mitocondriale degli Etruschi erano in prevalenza U5 e JT (sia subcladi di J che T), e in minor parte H1b.
Nel 2015 il poster di uno studio di María C. Ávila-Arcos dell'Università di Stanford include l'analisi del DNA autosomico di tre campioni etruschi vissuti 2500 anni fa (ETR2, ETR5, ETR9). Nella PCA, con 5 popolazioni moderne, i tre campioni etruschi rientrano nel cluster del sud Europa posizionandosi vicini ai campioni moderni di individui toscani e spagnoli.
Uno studio del 2018, sempre dell'Università di Ferrara, fa un'analisi comparata del DNA mitocondriale di una trentina di campioni etruschi con quello di campioni provenienti dalla Toscana nord-occidentale dell'Eneolitico, di epoca romana, di epoca rinascimentale e di epoca moderna. Lo studio conclude che esiste continuità genetica nella Toscana nord-occidentale, a livello di DNA mitocondriale, tra la Preistoria e l'epoca moderna, che gli Etruschi sono una popolazione locale non dovuta a una migrazione recente da Oriente, intermedia tra i campioni di epoca eneolitica e quelli di epoca romana, e che l'intera regione Toscana possa essere modellata come riserva genetica che risale all'età del Ferro.
Uno studio del 2019 dell'Università di Stanford, pubblicato nella rivista Science, ha analizzato gli aplogruppi del cromosoma Y e del DNA mitocondriale, e il DNA autosomico di 127 campioni antichi di Roma e dintorni di varie epoche, sia preistoriche che storiche. Tra i campioni antichi lo studio ha analizzato anche undici individui dell'età del Ferro provenienti da necropoli etrusche dell'Etruria meridionale, necropoli latine del Latium vetus e da una necropoli di epoca protovillanoviana proveniente dal territorio dei Piceni. Sulla base del DNA autosomico lo studio non trova alcuna differenza significativa tra Etruschi e i Latini, i quali formano un unico cluster nelle PCA. Lo studio ha, inoltre, concluso che sia il DNA autosomico dei campioni etruschi e latini sia modellabile come se 2/3 del loro DNA provenisse da una popolazione dell'età del rame del Centro Italia, composta di EEF e WHG, e 1/3 del loro DNA provenisse da una popolazione della steppa pontico-caspica della cultura di Jamna identificata con i tardi proto-indoeuropei (PIE). Anche gli Etruschi, come i Latini, avevano DNA proveniente dalla Steppe ma continuarono a parlare una lingua preindoeuropea e paleoeuropea. Per quanto riguarda gli aplogruppi del DNA mitocondriale, i quattro campioni etruschi sono risultati U5a1, H, T2b32, K1a4, aplogruppi presenti in tutta Europa dal Paleolitico finale e dal Neolitico, mentre un solo aplogruppo del cromosoma Y è stato estratto e apparterrebbe a J-M12 (J2b-L283), trovato in un individuo etrusco vissuto nel periodo orientalizzante tra il 700 e il 600 a.C., che, secondo lo studio, possiede l'allele M314 rinvenuto in un campione della Media Età del Bronzo proveniente dalla Croazia e vissuto tra 1631 e il 1531 a.C., il cui DNA autosomico è modellabile come 60-65% EEF, 5-10% WHG e 30-35% Steppe.
Uno studio del 2021 dell'Istituto Max Planck, delle università di Tubinga, Firenze e Harvard, pubblicato nella rivista internazionale Science Advances, ha analizzato gli aplogruppi del cromosoma Y e del DNA mitocondriale, e il DNA autosomico di 82 campioni antichi provenienti dell'Etruria (Toscana e Lazio) e dall'Italia meridionale (Basilicata) appartenenti a un periodo tra l'800 a.C. e il 1000 AD, tra cui 48 individui dell'età del Ferro. Lo studio ha concluso che nei campioni di individui etruschi provenienti dalla Toscana e Lazio fosse presente la componente ancestrale Steppe nelle stesse percentuali trovate nei campioni di Latini precedentemente analizzati, e che nel DNA degli Etruschi fosse del tutto assente un segnale di recente commistione con l'Anatolia, concludendo che gli Etruschi erano autoctoni e avevano un profilo genetico del tutto simile a quello dei vicini Latini della prima età del Ferro. Il 75% dei campioni di individui etruschi di sesso maschile è risultato appartenere all'aplogruppo R1b (R-M269), il più diffuso ancora oggi nella popolazione moderna dell'Europa occidentale, soprattutto R1b-P312, R1b-U152 e il suo derivato R1b-L2, arrivati in Etruria dall'Europa centrale nell'età del Bronzo. Mentre il resto dei campioni etruschi apparteneva a sub-cladi di G2a (G-P15) (in particolare G2a-L497, formatosi in Europa centrale) che hanno fatto la loro comparsa in Europa nel neolitico con la diffusione dell'agricoltura, e ancora oggi diffuse tra la popolazione moderna europea. Per quanto riguarda gli aplogruppi del DNA mitocondriale, il più diffuso era largamente H, il più diffuso ancora oggi nella popolazione moderna europea, seguito da J e T. I dati degli uniparental marker e quelli del DNA autosomico dei campioni di individui etruschi dell'età del ferro suggeriscono che l'Etruria abbia ricevuto migrazioni ricche della componente ancestrale Steppe, legata alla diffusione delle lingue indoeuropee, a partire dalla cultura del vaso campaniforme, e che queste migrazioni si siano fuse con le popolazioni del più antico strato preindoeuropeo presente almeno dal neolitico, e abbia finito per sopravvivere la lingua di quest'ultimi, una situazione simile a quanto accaduto nella regione basca in Spagna. Lo studio ha, inoltre, concluso, che i campioni analizzati mostrano come gli Etruschi manterranno inalterato il loro profilo genetico per quasi 1000 anni, nonostante la presenza di stranieri, e che un cambiamento demografico in Etruria avverrà solo a partire da epoca romana imperiale, in cui si registra l'arrivo di componenti ancestrali riconducibili al mar Mediterraneo orientale nella popolazione locale. L'analisi di campioni di individui vissuti nell'età imperiale romana e quelli di età medievale suggeriscono, inoltre, che il pool genetico degli attuali abitanti dell'Italia centrale si sia formato in gran parte intorno a 1000 anni fa dopo le invasioni barbariche, e che l'arrivo dei Longobardi abbia contribuito alla formazione del pool genetico della popolazione moderna di Toscana e Lazio settentrionale.

### Studi sui campioni moderni
Tra gli studi le cui conclusioni sono basate solo ed esclusivamente su campioni moderni, nel 2007 una squadra guidata dal professor Antonio Torroni dell'Università di Pavia, ispirata agli studi degli anni '80 di Alberto Piazza, raffronta il DNA mitocondriale degli abitanti viventi da almeno tre generazioni nei centri di Murlo, Volterra e della Valle del Casentino con quello di altre popolazioni italiane ed estere. Dalla comparazione emerge che il 17,5% degli aplogruppi del DNA mitocondriale (aplogruppi HV0, R0a, U7, U3) di un campione di 86 individui di Murlo sarebbe, secondo le conclusioni dello studio, più simile a quello degli abitanti delle coste turche che danno sull'Egeo, mentre valori molto più bassi sarebbero stati trovati nel campione del Casentino, in quello di Volterra, e nel resto della popolazione toscana. Secondo lo studio il dato di Murlo sarebbe una prova dell'origine orientale degli Etruschi. Lo studio, basato su argomentazione circolare, è stato criticato da altri genetisti, da classicisti, etruscologi, archeologi, antropologi, perché lo studio non avrebbe fornito la prova che questi aplogruppi trovati a Murlo fossero diffusi anche tra gli Etruschi. Studi successivi hanno trovato che questi aplogruppi rinvenuti in un campione di individui di Murlo siano presenti anche in altre aree d'Italia e d'Europa, e che in Europa siano già arrivati tra neolitico ed eneolitico, ma che non fossero diffusi tra gli Etruschi.
Uno studio dell'Università di Pavia pubblicato nel 2018 analizza gli aplogruppi del cromosoma Y, ereditato per via paterna, di un campione di italiani viventi provenienti da tutto il territorio nazionale, tra i quali un campione di Volterra, una delle più importanti città etrusche del passato. Sulla base dei risultati del campione di Volterra, lo studio conclude che la presenza dell'aplogruppo Y-DNA J2a-M67* (2,7% del campione) suggerisca contatti via mare con l'Anatolia, la presenza significativa di Y-DNA G2a-L497 (7,1% del campione), particolarmente diffuso sulle Alpi a nord dell'Italia, suggerisca una origine dal nord Europa degli Etruschi, mentre, infine, l'alta incidenza dell'aplogruppo R1b nel campione di Volterra (50% circa del campione), in particolare di R1b-U152 (24,8% del campione), non possa escludere lo scenario che gli Etruschi derivino completamente dalla precedente civiltà villanoviana e siano autoctoni, come affermato da Dionigi di Alicarnasso. Se è vero che per la distribuzione moderna di J2a-M67 questo aplogruppo sia molto frequente in alcune popolazioni del Caucaso settentrionale, tuttavia questo aplogruppo, diffuso in tutta Italia, nei Balcani, in Grecia, in Spagna e Portogallo, non è particolarmente diffuso nelle aree etrusche come Toscana e Lazio settentrionale, e in Italia risulta più diffuso sulla costa del Mar Adriatico tra Marche ed Abruzzo, e nello studio ha il suo picco nella Calabria ionica. Nel 2019 in uno studio di Stanford, pubblicato su Science, due campioni antichi provenienti dall'insediamento Neolitico di Ripabianca di Monterado in provincia di Ancona, nelle Marche, sono risultati Y-DNA J-L26 e J-M304, J2a-M67 potrebbe essere così presente in Italia proprio dal neolitico e non essere la riprova di contatti recenti con l'Anatolia.
Recenti studi sulla struttura genetica della popolazione degli italiani moderni mostrano come in Italia esista un cline nord-sud per i lignaggi del cromosoma Y e i loci autosomici, con una chiara differenziazione degli italiani continentali e peninsulari dai sardi moderni, che sono una popolazione isolata geneticamente. Gli italiani formano quattro cluster genetici, nord Italia, centro Italia, sud Italia, e Sardegna, e i toscani moderni sono la popolazione dell'Italia centrale più vicina geneticamente alla popolazione dell'Italia settentrionale. Uno studio del 2019, basato sul DNA autosomico di 1616 individui di tutte le 20 regioni amministrative italiane, dividendo l'Italia continentale e peninsulare in due cluster, conclude che i toscani rientrano nel cluster dell'Italia settentrionale, vicini ai campioni di individui della Liguria e dell'Emilia-Romagna. Uno studio del 2022 conferma ancora una volta la posizione genetica dei toscani all'interno del raggruppamento del nord Italia insieme ai lombardi. Uno studio del 2013, basato su marcatori uniparentali di 884 individui non imparentati provenienti da 23 località italiane, conclude che la struttura osservata per i lignaggi paterni nell'Italia continentale, peninsulare e insulare suggerisce un background genetico comune tra gli abitanti della Toscana e del Nord Italia da un lato, e gli abitanti del Sud Italia e della costa adriatica dall'altro. Gli aplogruppi Y-DNA più frequenti nel gruppo rappresentato dalle popolazioni dell'Italia nord-occidentale, compresa la Toscana e la maggior parte della pianura padana, sono quattro lineaggi R1b (R-U152*, R-M269*, R-P312* e R-L2*). In Toscana l'aplogruppo del cromosoma Y più diffuso è R1b che raggiunge il 53% circa del totale, in linea con i risultati della popolazione del nord Italia, con R1b-U152 che costituisce la sub-clade più comune tra i toscani. Gli altri aplogruppi diffusi sono, ciascuno al 10% circa, J2 (in prevalenza J2b), G2a, e E1b (in prevalenza E-V13), I1 al 4%, anche in questo caso valori in linea con il nord Italia. Nella Garfagnana si registra un picco di R1b che raggiunge il 76%. Gli aplogruppi del DNA mitocondriale più diffusi tra i toscani sono H (41% del totale), T (10% circa), K (8% circa) e J (6%) e U5 (4% circa), in linea con il resto d'Italia.

### Studi sui bovini

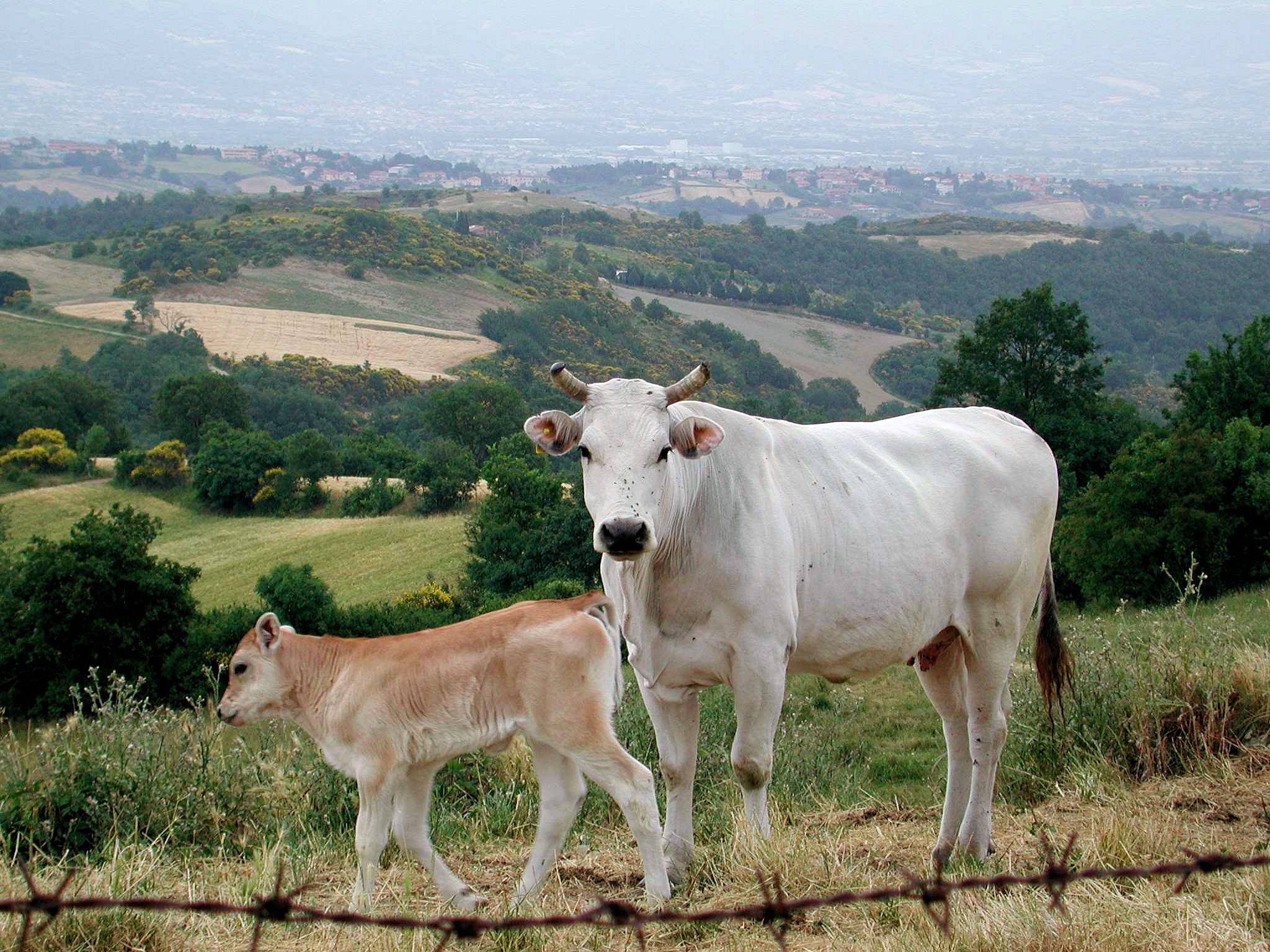
Esemplari di chianina, nei pressi di Anghiari in provincia di Arezzo.

Uno studio del 2007 condotto dall'Università Cattolica del Sacro Cuore di Piacenza ha analizzato il DNA mitocondriale dei bovini toscani di razza Chianina e Maremmana di età contemporanea, che risulterebbe, secondo le conclusioni dello studio, geneticamente simile a quello dei bovini dell'Anatolia. Ma un risultato simile, nello stesso studio, è stato trovato anche nei bovini di razza Calvana, Cabannina, Cinisara e Rendena. In particolare, tre di questi bovini sono nativi di aree lontane dall'Etruria e abitate da altre civiltà storiche: la Cabannina è nativa della Val d'Aveto nel genovese in Liguria, la Rendena è nativa della Val Rendena in Trentino-Alto Adige e la Cinisara della Sicilia occidentale. Se la Rendena del Trentino può essere un'ulteriore conferma di un legame tra Reti ed Etruschi, questa spiegazione non sembra essere valida per la ligure Cabannina e la siciliana Cinisara, i cui territori di origine appartenevano agli antichi Liguri e agli Elimi. Lo studio è stato criticato dagli archeologi perché basato su argomentazione circolare e non avrebbe fornito la prova che quanto trovato possa essere connesso all'origine degli Etruschi.
Prove di macellazione di uri, un tipo di bovino preistorico selvatico, da parte di ominidi arcaici, come i Neanderthal, sono state trovate in Europa durante il Paleolitico medio. Ad esempio, nel sito di Biache-Saint-Vaast, nel nord della Francia, risalente a circa 240.000 anni fa, sono state scoperte ossa di uri bruciate e con segni di taglio. Tuttavia, i bovini europei moderni, chiamati Bos taurus, non discendono da questi uri preistorici, il Bos primigenius. Discendono tutti, invece, da un piccolo gruppo di uri addomesticati in Asia occidentale, tra Anatolia e Levante, circa 10.500 anni fa. Questi bovini arrivarono in Europa durante il Neolitico, tra 7.000 e 6.000 anni fa, insieme a pecore e capre.  Si diffusero poi nei Balcani e nell’Italia settentrionale, seguendo il Danubio e le coste del Mediterraneo.
Uno studio del 2015 dell'Università della Tuscia ha concluso che la Chianina, la Romagnola e la Marchigiana abbiano origini comuni, e mostrino ancora una relazione genetica con i resti di un bovino vissuto 1000 anni fa a Ferento nel Lazio. L'albero filogenetico basato sull'analisi di 4 e 30 microsatelliti mostra come la Boscarin, razza bovina istriana considerata vicina alla Podolica, e le siciliane Modicana e Cinisara risultino più vicine ai bovini dell'Anatolia di quanto lo siano la Chianina e la Romagnola, che si trovano, invece, in una posizione più intermedia tra i bovini iberici e quelli balcanici e anatolici.